# Pousada (Braga)
Pousada é uma povoação portuguesa do Município de Braga que foi sede da extinta Freguesia de Pousada, freguesia que tinha 3,56 km² de área e 448 habitantes (2011), e, por isso, uma densidade populacional de 125,8 hab/km².
A Freguesia de Pousada foi extinta em 2013, no âmbito de uma reforma administrativa nacional, tendo sido agregada à Freguesia de Crespos, para formar uma nova freguesia denominada União das Freguesias de Crespos e Pousada e tem a sede em Crespos.

## População
| População da freguesia de Pousada (1864 – 2011) | População da freguesia de Pousada (1864 – 2011) | População da freguesia de Pousada (1864 – 2011) | População da freguesia de Pousada (1864 – 2011) | População da freguesia de Pousada (1864 – 2011) | População da freguesia de Pousada (1864 – 2011) | População da freguesia de Pousada (1864 – 2011) | População da freguesia de Pousada (1864 – 2011) | População da freguesia de Pousada (1864 – 2011) | População da freguesia de Pousada (1864 – 2011) | População da freguesia de Pousada (1864 – 2011) | População da freguesia de Pousada (1864 – 2011) | População da freguesia de Pousada (1864 – 2011) | População da freguesia de Pousada (1864 – 2011) | População da freguesia de Pousada (1864 – 2011) |
| ----------------------------------------------- | ----------------------------------------------- | ----------------------------------------------- | ----------------------------------------------- | ----------------------------------------------- | ----------------------------------------------- | ----------------------------------------------- | ----------------------------------------------- | ----------------------------------------------- | ----------------------------------------------- | ----------------------------------------------- | ----------------------------------------------- | ----------------------------------------------- | ----------------------------------------------- | ----------------------------------------------- |
| 1864                                            | 1878                                            | 1890                                            | 1900                                            | 1911                                            | 1920                                            | 1930                                            | 1940                                            | 1950                                            | 1960                                            | 1970                                            | 1981                                            | 1991                                            | 2001                                            | 2011                                            |
| 531                                             | 510                                             | 586                                             | 621                                             | 525                                             | 458                                             | 300                                             | 508                                             | 515                                             | 498                                             | 473                                             | 454                                             | 456                                             | 474                                             | 448                                             |

## Património
- Ponte do Porto
- Igreja Matriz (Barroco século XVIII)
- Capela de Srª. de Fátima (Lugar da Gregoça, doada à freguesia por D. Maria Irene da Silva Araújo, esposa do Dr. Francisco Salgado Zenha)
- Casa de Lajes-Solar do século XVIII
- Quinta de Além
- Quinta da Pena-Solar do século XVII
- Quinta de Cerveira
- Casa do Assento-Solar do século XVIII
- Quinta da Venda Nova